# Prometheus Global Media
Prometheus Global Media era una empresa de medios B2B con sede en la ciudad de Nueva York. La compañía se formó en diciembre de 2009, cuando Nielsen Company vendió su división de entretenimiento y medios a un grupo respaldado por capital privado liderado por Pluribus Capital Management y Guggenheim Partners. Guggenheim adquirió la participación de Pluribus en la empresa en enero de 2013, dándole la propiedad total bajo la división de Guggenheim Digital Media.
La compañía era propietaria y operaba varias publicaciones comerciales importantes de la industria del entretenimiento y sus propiedades digitales asociadas, incluidas Adweek, Backstage, Billboard, Film Journal International y The Hollywood Reporter.
El 17 de diciembre de 2015, se anunció que Guggenheim cedería sus propiedades de medios a un grupo liderado por el exejecutivo Todd Boehly, conocido como Eldridge Industries.

## Historia

### Establecimiento
El 10 de diciembre de 2009, Nielsen Company anunció que vendería su división Business Media, que incluía marcas como Adweek, Billboard y The Hollywood Reporter, a una nueva empresa conocida como e5 Global Media; una empresa conjunta entre Guggenheim Partners y Pluribus Capital Management, una empresa dirigida por James Finkelstein, Matthew Doull y George Green. Dos propiedades de Nielsen, Editor & Publisher y Kirkus Reviews, no se incluyeron en la venta y debían cerrarse. En cambio, Editor & Publisher se vendería a Duncan McIntosh Company, y Kirkus Reviews se vendería a Herbert Simon. El primer director ejecutivo de la empresa fue Richard Beckman, anteriormente ejecutivo y editor de Condé Nast y Fairchild Publications, y ex editor de las revistas GQ y Vogue. La carrera de Beckman sufrió un revés en 1999 luego de "un comportamiento inapropiado" que resultó en lesiones para la ' Carol Matthews, mientras que Beckman era el editor de Matthews en Condé Nast.
El primer gran movimiento de Beckman fue el relanzamiento de The Hollywood Reporter ; Con la contratación de Janice Min, antes de Us Weekly, como directora editorial, THR reemplazó su publicación impresa diaria con una revista semanal y realizó un rediseño significativo de su sitio web con un mayor enfoque en las primicias. El nuevo formato estaba destinado a competir contra los blogs emergentes que se centran en noticias de la industria, como Deadline Hollywood y TheWrap, junto con su rival Variety en ese momento . Los cambios tuvieron un impacto significativo en el rendimiento de la publicación: en 2013, las ventas de anuncios aumentaron más del 50%, mientras que el tráfico al sitio web de la revista había crecido en un 800%. En octubre de 2010, la empresa pasó a llamarse Prometheus Global Media; Beckman, que lleva el nombre de la figura mitológica griega, declaró en un memorando interno que el nuevo nombre "[tendría] más peso y gravedad en el mercado".

### Reorganización y adquisición
A finales de 2011, Prometheus pasó por una serie de medidas de reducción de costes. En agosto de 2011, Backstage se vendió a un grupo de inversores liderados por John Amato en una transacción financiada por Guggenheim, y al mes siguiente, Prometheus despidió al personal responsable del Directorio Creativo de Hollywood y anunció que había vendido la publicación.
En enero de 2013, Guggenheim Partners adquirió la participación en Prometheus propiedad de Pluribus Capital, otorgándole la propiedad total; tras la adquisición, el ex Yahoo! El ejecutivo Ross Levinsohn fue nombrado director ejecutivo de la nueva división de medios digitales de Guggenheim, que supervisaría Prometheus y otros activos digitales para las empresas de Guggenheim (como Dick Clark Productions ). En abril de 2013, Guggenheim volvió a adquirir Backstage (que también había adquirido Sonicbids, una plataforma para permitir a los músicos reservar conciertos en línea) y convirtió a su CEO John Amato en presidente del Billboard Group, un nuevo grupo formado por Billboard, Backstage y Sonicbids.
En una reestructuración de enero de 2014, Levinsohn pasó a ocupar un puesto de desarrollo empresarial y ya no gestiona directamente las propiedades de Prometheus. Además, la empresa se dividió en dos grupos operativos; Se formó un grupo de entretenimiento al fusionar The Hollywood Reporter en el grupo Billboard, y Janice Min se convirtió en copresidenta y directora creativa del grupo junto a Amato. Las propiedades restantes, que consisten en Adweek y Film Expo Group, están dirigidas por Jeff Wilbur.
El 29 de mayo de 2014, Prometheus anunció que adquiriría los activos de publicación de Mediabistro, una red de sitios web que se centran en varios aspectos de la industria de los medios de comunicación, que incluye el sitio de listas de trabajos de medios Mediabistro y su red de blogs como AgencySpy, FishbowlNY, Lost Remote y TVNewser, por $ 8 millones. La adquisición no incluyó el negocio de exposiciones de Mediabistro, que se mantuvo bajo el nombre de Mecklermedia. El 13 de enero de 2015, Adweek y Film Expo Group se fusionaron en Mediabistro para formar una nueva subsidiaria de Prometheus, Mediabistro Holdings. Al mismo tiempo, sus blogs se relanzaron bajo el nuevo banner "Adweek Blog Network" y todos los blogs orientados a las redes sociales de Mediabistro se fusionaron en SocialTimes.
En marzo de 2015, Guggenheim Partners informó que su presidente, Todd Boehly, estaba explorando la posibilidad de formar su propia empresa. Un representante declaró que tal empresa "probablemente estaría en armonía con Guggenheim, especialmente porque el papel de Todd durante algún tiempo ha sido estratégico y orientado a las transacciones, en lugar de trabajar o administrar cualquiera de nuestros negocios cotidianos". El 17 de diciembre de 2015, en respuesta a las pérdidas en los socios de Guggenheim, la compañía anunció que cedería sus propiedades de medios a un grupo liderado por Boehly, incluido Hollywood Reporter-Billboard Media Group, Mediabistro y Dick Clark Productions, todos bajo su liderazgo existente. La empresa resultante se conoce como Eldridge Industries.